# Microdipnus
Microdipnus is een geslacht van kevers uit de familie van de loopkevers (Carabidae). De wetenschappelijke naam van het geslacht is voor het eerst geldig gepubliceerd in 1937 door Jeannel.

## Soorten
Het geslacht Microdipnus is monotypisch en omvat slechts de volgende soort:
- Microdipnus jeanneli (Alluaud, 1917)